# Stetchworth
Stetchworth est un village et une paroisse civile du Cambridgeshire, en Angleterre.

## Toponymie
Stetchworth est un toponyme d'origine vieil-anglaise. Sa deuxième partie correspond au substantif worth, qui désigne un terrain enclos, mais la première partie, *styfic, est ambiguë. Il pourrait s'agir soit d'un substantif signifiant « souche d'arbre », soit du nom de l'homme auquel appartenait ce terrain. Il est attesté sous la forme Steuicheswrthe au milieu du XIe siècle. Dans le Domesday Book, compilé en 1086, ce nom est orthographié Stiuicesuuorde.

## Géographie
Stetchworth est un village du Cambridgeshire, un comté de l'Est de l'Angleterre. Il est situé dans le sud-est de ce comté. La grande ville la plus proche est Newmarket, qui se trouve à 5 km au nord, dans le comté voisin du Suffolk. Cambridge, chef-lieu du Cambridgeshire, se situe à une vingtaine de kilomètres à l'ouest.
Au Moyen Âge, Stetchworth appartient au hundred de Radfield. Après l'aboliton du système des hundreds, le village est rattaché au district rural de Newmarket (en) de 1894 à 1974 et au district non métropolitain du East Cambridgeshire depuis cette date.
Pour les élections à la Chambre des communes, Stetchworth relève de la circonscription de South East Cambridgeshire.

## Histoire
D'après le Liber Eliensis, Stetchworth est à la fin du Xe siècle la propriété de Leofflæd, fille de l'ealdorman Byrhtnoth. Avec son mari Oswig, elle en fait don à l'abbaye d'Ely au moment où ils y envoient un de leurs fils, Ælfwine, pour qu'il y devienne moine. Ce domaine revient à une date ultérieure à Leofflæd, puisque le Liber Eliensis cite une lettre adressée au roi Knut le Grand (r. 1016-1035) dans laquelle elle accorde Stetchworth à deux de ses filles, Ælfwyn et Ælswith, jusqu'à leur mort, après quoi il est censé revenir aux moines d'Ely. Le Domesday Book indique que Stetchworth reste propriété de l'abbaye d'Ely après la conquête normande de l'Angleterre. En 1086, il compte 25 habitants.
Le milieu du XIIe siècle est marqué par une longue querelle entre l'abbaye d'Ely et un certain Henry, fils de l'archidiacre d'Ely Guillaume le Breton (en), au sujet de Stetchworth. Chargé de trancher l'affaire, l'évêque Néel d'Ely se déclare en faveur des moines d'Ely, qui obtiennent gain de cause. Ils conservent le manoir de Stetchworth jusqu'à la dissolution de l'abbaye d'Ely, en 1539. Deux ans plus tard, en 1541, il est acquis par Edward North (en), trésorier à la Court of Augmentations (en), le tribunal chargé d'administrer les domaines confisqués par la couronne anglaise à la faveur de la dissolution des monastères.
Le manoir de Stetchworth se transmet ensuite avec le titre de baron North (en) aux héritiers d'Edward North (mort en 1564) : d'abord son fils Roger North (mort en 1600), puis son arrière-petit-fils Dudley North. Ce dernier vend Stetchworth en 1622 au trésorier de la Navy (en) William Russell (en). Son petit-fils John (en) revend Stetchworth en 1667 au baron Richard Gorges (en), qui le lègue à sa mort en 1712 à son neveu Henry Fleming (en).
La famille Fleming conserve Stetchworth jusqu'en 1786, lorsque John Willis Fleming (en) cède le domaine à Richard Eaton (mort en 1843). Son petit-fils H. F. Eaton le revend vers 1876 au baronnet Roger W. H. Palmer, qui le revend à son tour en 1883 au comte d'Ellesmere (en) Francis Egerton. Depuis cette date, Stetchworth fait partie du patrimoine des comtes d'Ellesmere, également titrés ducs de Sutherland (en) depuis 1963.

## Démographie
Au recensement de 2011, la paroisse civile de Stetchworth comptait 704 habitants.
| Année | Population |
| ----- | ---------- |
| 1801  | 342        |
| 1811  | 336        |
| 1821  | 462        |
| 1831  | 545        |
| 1841  | 673        |
| 1851  | 660        |
| 1881  | 608        |
| 1891  | 722        |
| 1901  | 864        |
| 1911  | 776        |
| 1921  | 659        |
| 1931  | 582        |
| 1951  | 475        |
| 1961  | 514        |
| 2011  | 704        |

## Culture locale et patrimoine

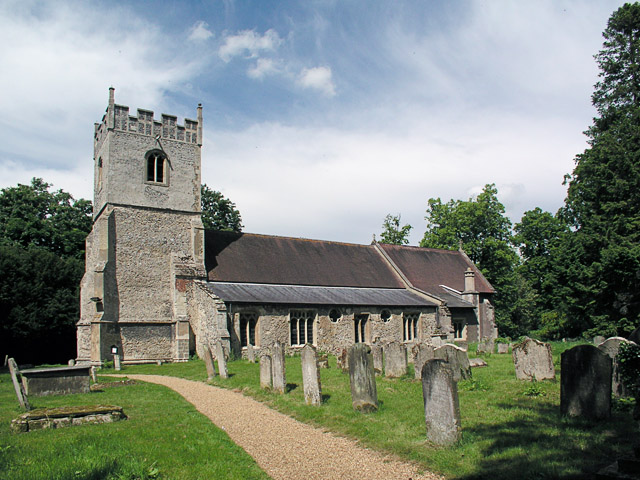
L'église Saint-Pierre de Stetchworth.

L'église paroissiale de Stetchworth est dédiée à saint Pierre. Son chancel remonte au XIIIe siècle, tandis que sa tour date de la fin du XIVe siècle ou du début du XVe siècle et sa nef, du XVe siècle. Elle constitue un monument classé de grade II* depuis 1959.